# Apple III
De Apple III (vaak gestileerd als apple ///) is een bedrijfsgerichte personal computer, geproduceerd en uitgegeven door Apple Computer in 1980. Het was bedoeld als de opvolger van de Apple II-familie, maar werd grotendeels als een mislukking beschouwd.
Het ontwikkelingswerk aan de Apple III begon eind 1978 onder leiding van Dr. Wendell Sander. Het had de interne codenaam "Sara", genoemd naar de dochter van Sander. De machine werd voor het eerst aangekondigd en uitgebracht op 19 mei 1980, maar vanwege ernstige stabiliteitsproblemen die een ontwerprevisie en een terugroepactie van bestaande machines vereisten, werd deze formeel opnieuw geïntroduceerd in de tweede helft van 1981. De ontwikkeling werd beëindigd en de Apple III werd uit productie genomen op 24 april 1984 en de laatste opvolger - de III Plus - werd in september 1985 uit de Apple-productlijn gehaald.

De Apple III kan worden gezien als een verbeterde Apple II - de nieuwste erfgenaam van een lijn van achtbits machines die teruggaat tot 1976. De Apple III maakte echter geen deel uit van de Apple II-lijn, maar was eerder een naaste verwante. De belangrijkste kenmerken, die zakelijke gebruikers van een personal computer wilden, waren een toetsenbord in typemachine-stijl met hoofd- en kleine letters (in tegenstelling tot de Apple II, die alleen hoofdletters ondersteunde) en tachtigkolommenweergave. Bovendien moest de machine de RFC-kwalificaties van de Amerikaanse Federal Communications Commission (FCC) voor bedrijfsapparatuur doorstaan. In 1981 onthulde International Business Machines (IBM) de IBM Personal Computer (IBM PC) - een volledig nieuw zestienbits ontwerp, dat al snel beschikbaar was in een breed scala van goedkope klonen. De zakelijke markt ging snel over naar het PC DOS-/MS-DOS-platform en trok uiteindelijk geheel weg van de Apple achtbitcomputerlijn.
Na tal van stabiliteitsproblemen en een terugroepactie die de eerste 14 000 exemplaren uit de assemblagelijn omvatte, kon Apple uiteindelijk een betrouwbare versie van de machine produceren. Er was echter al schade aan de reputatie van de computer aangebracht en de machine is daardoor geen commercieel succes geworden. Uiteindelijk werden naar schatting 65.000 tot 75.000 Apple III-computers verkocht. De Apple III Plus vulde dit aan tot ongeveer 120 000. Apple-oprichter Steve Wozniak verklaarde dat de belangrijkste reden voor de mislukking van de Apple III was dat het systeem was ontworpen door de marketingafdeling van Apple, in tegenstelling tot de eerdere door engineering gedreven projecten van Apple.
 
De mislukking van de Apple III leidde ertoe dat Apple het plan, om de Apple II geleidelijk af te bouwen, en de eventuele voortzetting van de ontwikkeling van de oudere machine, herzag. Als gevolg hiervan hadden latere Apple II-modellen wat extra hardware ingebouwd, zoals de Apple Scribe-printer, een thermische printer en softwaretechnologieën van de Apple III.